# Ntop
ntop은 프로그램 top이 프로세스에 대해 하는 방식과 비슷하게 컴퓨터 네트워크의 사용 상태를 표시하기 위한 컴퓨터 소프트웨어이다. 인터랙티브 모드에서 사용자 터미널에서 네트워크 상태를 표시한다. 웹 모드에서는 네트워크 상태의 HTML 덤프를 생성하는 웹 서버의 역할을 한다.